# Contea di Nang
Nang (朗县T; Lǎng XiànP) è una contea cinese della prefettura di Nyingchi nella Regione Autonoma del Tibet. Nel 1999 la contea contava 14.238 abitanti per una superficie totale di 4113.71 km².

## Geografia antropica

### Centri abitati
- Nang 朗镇
- Zhongda 仲达镇
- Dongga 洞嘎镇
- Jindong 金东乡
- Laduo 拉多乡
- Dengmu 登木乡